# 渚碧礁
渚碧礁（英語：Subi Reef，直译：「丑未礁」，直译：「三莫拉礁」），位于南海南沙群岛中北部，中业群礁西南部，原是天然环礁，经中国填海而成人工岛。目前渚碧礁由中華人民共和國實際控制，行政上隶属于海南省三沙市。中華民國、菲律宾、越南亦宣称对渚碧礁拥有主权。
中华人民共和国从2014年起开始对渚碧礁进行大规模填海工程，面积达4平方公里，成為南沙群島中仅次于美济礁的第二大人工岛，与美济礁、永暑礁合称「三大岛礁」（Big Three）。截止2017年10月，渚碧礁已建设多个重要工程，包括3,000米长飞机跑道、大型机库、地下贮存设施、大型灯塔、遥感通讯设备、移动式船舶起重机、高频“象笼型”雷达阵列、导弹发射掩体等军事化设施。2022年，中国进一步在渚碧礁推进完全军事基地化工程，部署雷达、反舰和防空导弹、战斗机和其他军事设施。

## 名称
渚碧礁的英語名稱爲「Subi Reef」，Subi实际是源自「丑未」（海南话白话字：Siú-vi）的海南話讀音，是中國海南漁民对此岛的俗称。「Soubi Reef」之名及其水文地理详情，首见于1867年的英国航海指南，是由英國皇家海軍测量船利福民号（HMS Rifleman）所勘测。
1935年，中华民国水陆地图审查委员会审定公布《中国南海各岛屿华英名对照表》，其中「Subi Reef」被翻译为「沙比礁」。1939年，日本佔領南沙群島，此礁命名爲「须美礁」，直到1945年日本投降為止。
1947年10月，中华民国内政部公布《南海諸島新舊名稱對照表》，「Subi Reef」更名爲「渚碧礁」。
1983年4月，中华人民共和国中国地名委员会公布《我国南海诸岛部分标准地名》，沿用了「渚碧礁」的名称，旁注当地渔民习用名称「丑未」。
菲律宾方面称为「三莫拉礁」，为纪念反抗西班牙殖民统治的天主教神父哈辛道·三莫拉。

## 地理位置
- 10°54′48″N 114°03′42″E / 10.91333°N 114.06167°E。
- 位于南沙群岛中业岛西南约15海里。

## 地質地形
- 为一近似梨形的封闭形环礁，呈东北—西南走向，长约6.5公里，宽约3.7公里，面积约16.1平方公里。
- 礁内潟湖水深10～22公尺，最大水深24公尺，面积7.05平方公里。湖內有碎浪，礁外水深急陡。沒有水道外通。
- 礁坪西宽（500～800公尺）东窄（约200公尺），通常水深只有2～3公尺。
- 礁磐上有部分低潮時露出水面，涨潮淹没，南部有狭小礁門通向外海，只有小船能進入礁湖，一般船隻停在環礁外。

## 歷史

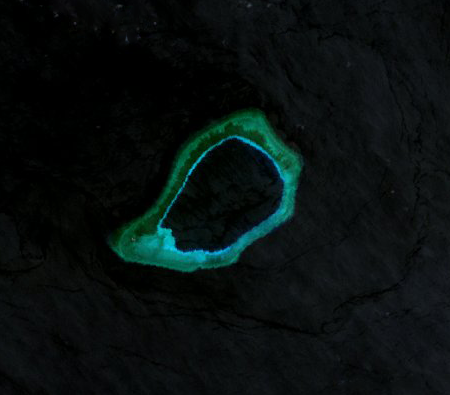
2000年的渚碧礁卫星图，此时尚未填海。

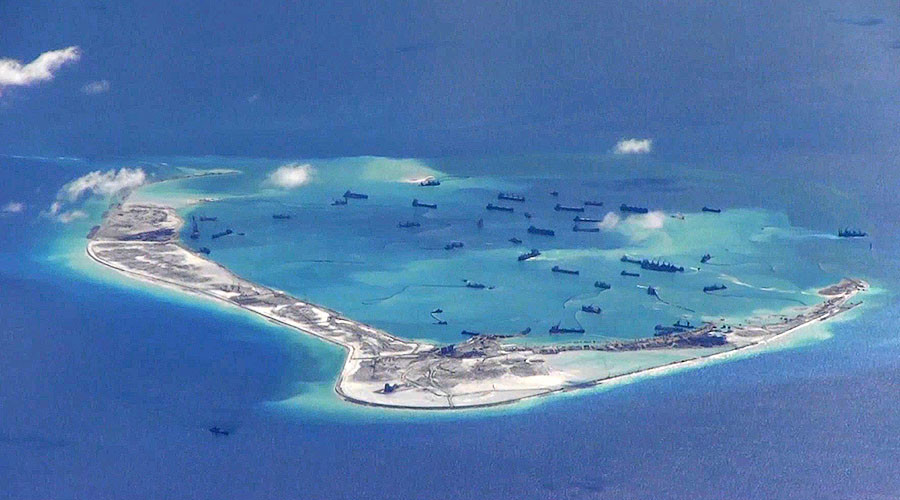
2015年的渚碧礁，中国正在进行填海工程。

- 1935年，中華民國水陸地圖審查委員會公佈名稱為“沙比礁”。[11]
- 1947年，中華民國內政部方域司公佈名稱為“渚碧礁”。[13]
- 1983年，中華人民共和國中國地名委員會公佈布名稱為“渚碧礁”。
- 1988年，中華人民共和國在礁上建立了第一代高脚屋，後於1990年代後期擴建成第三代建築物及其西南的第2代平台。
- 2009年，渚碧礁雷达站完工。[15]
- 2015年，商用高分辨率地图网站DigitalGlobe于1月26日更新的卫星图照片[16][17]显示中华人民共和国开始填海造陆工程。DigitalGlobe于2月27日更新的卫星图照片[18]显示填海面积达0.93平方公里左右，至此渚碧礁成为了仅次于永暑岛的南沙群岛第二大岛。
- 2015年4月25日，最新卫星图片显示面积已达2.5平方公里，次于美济岛和永暑岛位列南沙群岛第三。
- 2015年6月10日，最新卫星图片显示面积已超过4平方公里，超过永暑岛而仅次于美济岛位列南沙群岛第二[19]。
- 渚碧礁东部和东南部的礁坪没有計畫被填，並設置航道，畅通交流海水又可保持湖水清洁，以利保持內部生態以及潟湖内外海水交换。[20]
- 2016年7月12日，渚碧礁的新建机场校验飞行成功。
- 2016年7月13日，渚碧礁的新建机场试飞成功。
- 2018年起，渚碧礁海洋觀測中心啟用。[21]
- 2018年7月27日，中国交通運輸部派遣海洋救助船「南海救115」輪進駐渚碧礁，開始執行南海南部海區應急值守任務。
- 2018年10月31日，中国自然资源部南沙群岛渚碧礁海洋观测中心正式启用。主要负责海洋预报和灾害警报、海啸监测预警、海岛及周边海域生态系统监测。[22]
- 2022年5月，渚碧礁還在展開進一步的大型工程，以及出現可能的軍事結構、航空設施等。[7]
- 2022年7月，根據中國方面發佈的報導，則是稱一批防治船舶污染、海洋資源管理與人員救護的相關機構已陸續進駐該島[23]。

## 島上狀況
- 水源：通过雨水收集存储系统供应。
- 交通：渚碧礁机场有一条3000米的跑道。
- 人口：目前由中國人民解放軍駐守，無一般平民居住。
- 建築：人工水泥墊高之三層樓建築物。临近又建成一座四层楼建筑物，顶部安装一圆形雷达罩。
- 運輸：有一個簡易運輸補給碼頭、直昇機起降平台。
- 對外通訊：中國移動電信公司設有移动通信基地台。